# Shanghai Masters 2017
Lo Shanghai Masters 2017 è stato un torneo di tennis giocato sul cemento. È stata la 9ª edizione dello Shanghai Masters, che fa parte della categoria ATP Tour Masters 1000 nell'ambito dell'ATP World Tour 2017. Il torneo si è giocato al Qizhong Forest Sports City Arena di Shanghai, in Cina, dall'8 al 15 ottobre 2017.

## Partecipanti

### Teste di serie
| Nazionalità | Giocatore             | Ranking* | Testa di serie |
| ----------- | --------------------- | -------- | -------------- |
| Spagna      | Rafael Nadal          | 1        | 1              |
| Svizzera    | Roger Federer         | 2        | 2              |
| Germania    | Alexander Zverev      | 4        | 3              |
| Croazia     | Marin Čilić           | 5        | 4              |
| Austria     | Dominic Thiem         | 7        | 5              |
| Bulgaria    | Grigor Dimitrov       | 8        | 6              |
| Spagna      | Pablo Carreño Busta   | 10       | 7              |
| Belgio      | David Goffin          | 11       | 8              |
| Spagna      | Roberto Bautista Agut | 13       | 9              |
| Stati Uniti | Sam Querrey           | 15       | 10             |
| Sudafrica   | Kevin Anderson        | 16       | 11             |
| Stati Uniti | John Isner            | 17       | 12             |
| Australia   | Nick Kyrgios          | 19       | 13             |
| Stati Uniti | Jack Sock             | 21       | 14             |
| Francia     | Lucas Pouille         | 23       | 15             |
| Argentina   | Juan Martín del Potro | 24       | 16             |

* Ranking al 2 ottobre 2017.

### Altri partecipanti
I seguenti giocatori hanno ricevuto una wild card per il tabellone principale:
- Denis Shapovalov
- Wu Di
- Wu Yibing
- Zhang Ze

I seguenti giocatori sono passati dalle qualificazioni:

- Nikoloz Basilašvili
- Jérémy Chardy
- Aleksandr Dolhopolov
- Dušan Lajović
- Jordan Thompson
- Frances Tiafoe
- Stefanos Tsitsipas

### Ritiri
Prima del torneo
- Tomáš Berdych →sostituito da  Damir Džumhur
- Novak Đoković →sostituito da  Steve Johnson
- David Ferrer →sostituito da  João Sousa
- Philipp Kohlschreiber →sostituito da  Viktor Troicki
- Gaël Monfils →sostituito da  Jared Donaldson
- Gilles Müller →sostituito da  Jan-Lennard Struff
- Andy Murray →sostituito da  Aljaž Bedene
- Kei Nishikori →sostituito da  Chung Hyeon
- Milos Raonic →sostituito da  Andrej Rublëv
- Jo-Wilfried Tsonga →sostituito da  Daniil Medvedev
- Stan Wawrinka →sostituito da  Ryan Harrison

Durante il torneo
- Aljaž Bedene
- Nick Kyrgios
- Jack Sock
- Miša Zverev

## Campioni

### Singolare
Roger Federer ha sconfitto in finale  Rafael Nadal con il punteggio di 6–4, 6–3.
- È il novantaquattresimo titolo in carriera per Federer, il sesto della stagione.

### Doppio
Henri Kontinen /  John Peers hanno sconfitto in finale  Łukasz Kubot /  Marcelo Melo con il punteggio di 6–4, 6–2.